# Салих, Хамза
Хамза́ Сале́х (араб. حمزة صالح‎; род. 19 апреля 1967, Саудовская Аравия) — саудовский футболист, полузащитник. Выступал в сборной Саудовской Аравии. Участник чемпионата мира 1994 года и 1998 года.

## Карьера

### Клубная
Большую часть своей карьеры игрока провёл в клубе «Аль-Ахли» из Джидды.

### В сборной
В составе главной национальной сборной Саудовской Аравии выступал на чемпионате мира 1994 года и чемпионате мира 1998 года. В 1996 году, вместе с командой, стал обладателем Кубка Азии (в 1992 году был его финалистом), в 1994 году обладателем Кубка наций Персидского залива (в 1998 году стал его финалистом), а в 1998 году обладателем Кубка арабских наций (в 1992 году был его финалистом).

## Достижения
- Обладатель Кубка Азии (1): 1996
- Финалист Кубка Азии (1): 1992
- Обладатель Кубка арабских наций (1): 1998
- Финалист Кубка арабских наций (1): 1992
- Обладатель Кубка наций Персидского залива (1): 1994
- Финалист Кубка наций Персидского залива (1): 1998